# Colony in Space
Colony in Space (La colonia del espacio) es el cuarto serial de la octava temporada de la serie británica de ciencia ficción Doctor Who, emitido originalmente en seis episodios semanales del 10 de abril al 15 de mayo de 1971.

## Argumento
Tres Señores del Tiempo se encuentran en un observatorio y discuten el robo de documentos confidenciales relacionados con "El arma del juicio final". A regañadientes se dan cuenta de que sólo un hombre puede ayudarles, y el Doctor, acompañado por Jo Grant es temporalmente liberado de su exilio y enviado en la TARDIS al planeta desierto de Uxarieus en el año 2472. Allí encuentra una avanzada de colonos humanos que viven como granjeros. La colonia no está teniendo éxito, ya que la tierra parece inexplicablemente poco fértil y recientemente están siendo asediados por representantes de carroñeras corporaciones mineras y, más recientemente, feroces reptiles. El gobernador de la colonia, Robert Ashe, les da la bienvenida, y les explica que los colonos llegaron hace un año al planeta para escapar de la superpoblación y polución de la Tierra.
Dos colonos mueren en un ataque de reptiles esa noche, y a la mañana siguiente llega al asentamiento un hombre llamado Norton, afirmando que viene de otra colonia que fue eliminada por los reptiles. Mientras el Doctor investiga a los colonos muertos, le sorprende un robot minero controlado por Caldwell, un mineralogista de IMC. Caldwell le invita a hablar con sus jefes para oír su versión de la historia. Su superior, Dent, es un ingeniero de minas sin escrúpulos, que ha estado usando el robot minero para asustar y ahora matar a los colonos, algo que Caldwell encuentra repugnante. Dent sabe que el planeta es rico en minerales raros y los quiere para IMC, y sus codiciosas tropas están de acuerdo en que hay que conseguirlos a cualquier precio.
Los habitantes originales del planeta, que los colonos conocen como los primitivos, tienen una tregua con ellos, pero esta tregua se pone a prueba cuando Norton mata al científico de la colonia y echa la culpa a un primitivo, de quienes insiste que son hostiles. Después, Norton es visto comunicándose con el capitán Dent, entendiéndose que es en realidad un espía enviado por IMC para perturbar a los colonos, y no un superviviente de una colonia similar como decía. El Doctor mientras tanto regresa a la colonia tras esquivar un intento de asesinato de IMC, y explica a Ashe que los mineros están detrás de las muertes. Desde la Tierra envían a un juez para que se encargue de las complejas reclamaciones en el planeta. Cuando llega, resulta que es El Amo. En su alias determina que la reclamación de la compañía minera es la que tiene más fuerza.
Mientras tanto, el Doctor y Jo se han aventurado en la ciudad primitiva. A partir de unas imágenes en las cuevas interpretan que anteriormente había albergado una avanzada civilización que se había degradado con el tiempo. En el corazón de la ciudad, en una habitación llena de enormes máquinas y una escotilla brillante, encuentran a un diminuto alienígena conocido como el Guardian. Les avisa que entrar en la ciudad se castiga con la muerte, y les deja ir, pero avisándoles de que no vuelvan.
Al volver oyen la sentencia del Amo, aún disfrazado de juez, que dice a Ashe que cualquier apelación fallará a menos que concurran circunstancias especiales, como un interés histórico, y se intriga cuando Ashe le habla de la ciudad primitiva. De esta forma descubre más sobre el planeta y la ciudad primitiva mientras Ashe es alejado del Doctor, que empieza a perder la credibilidad entre los colonos. Después, el Amo engaña al Doctor para que le acompañe a la ciudad primitiva.
Mientras tanto la situación entre colonos y mineros ha llegado al punto de no retorno, iniciándose una batalla entre ellos. Dent y sus fuerzas triunfan, e inicia un juicio falso contra Ashe y Winton, los más rebeldes de los colonos, sentenciándoles a muerte, pero conmutando la pena si todos los colonos acceden a abandonar el planeta en la vieja y dañada nave en la que llegaron.
Dentro de la ciudad, el Amo le dice al Doctor que los primitivos fueron una vez una avanzada civilización. Antes de que cayeran, construyeron un super-arma que nunca se utilizó, y quiere quedársela. La habitación con la maquinaria de la ciudad es el corazón del arma, tan potente que en un disparo de prueba se creó la Nebulosa del Cangrejo. El Doctor rechaza la oferta del Amo de que le ayude a gobernar la galaxia usando esa arma, diciendo que el poder absoluto es maligno y corruptor. El Guardian aparece, demandando una explicación por la intrusión. El Amo le explica que ha venido para devolver a la civilización su antigua gloria. El Doctor le contradice, y el Guardian señala que fue el arma el que provocó la caída de su raza, y que su radiación está arruinando el planeta. Le enseña al Doctor a activar su autodestrucción, algo que hace. La ciudad comienza a temblar, y el Guardian les dice que deben marcharse antes de que sea demasiado tarde. Mientras el Doctor y el Amo huyen de la decadente ciudad, encuentran a Caldwell y Jo, y los cuatro salen antes de que la ciudad explote.
Mientras tanto, la nave de los colonos explotó al despegar, tal y como Ashe predijo que haría. Sin embargo, el único que murió fue el líder de la colonia. Pilotó la nave solo para salvar a su gente. Winston y los colonos salen de sus escondites y matan o derrotan a los hombres de IMC, y Caldwell cambia de bando para apoyar a los colonos. En la confusión, el Amo logra escapar.
Una vez terminada la batalla, el Doctor explica que la radiación del arma era lo que estaba matando sus cultivos, pero esta inconveniencia ya ha desaparecido. La Tierra accede a enviar un verdadero juez a Uxarieus, y Caldwell decide unirse a los colonos. Les dice que puede ayudarles con su fuente de energía. El Doctor y Jo regresan a la TARDIS, que en pocos segundos regresa al cuartel general de UNIT apenas unos segundos después de la partida. Una vez cumplida la misión de los Señores del Tiempo, el Doctor está una vez más atrapado en la Tierra.

### Continuidad
- Es la primera vez desde la sexta temporada que el Doctor viaja a otro planeta en la TARDIS, aunque no es la primera vez que abandona la Tierra; había viajado en una nave convencional en The Ambassadors of Death, a una Tierra paralela con la consola de la TARDIS en Inferno, y brevemente llevó la TARDIS a Axos en The Claws of Axos.
- Mientras está capturada, Jo le comenta a Winton que tomó un curso de escapismo, algo que ya le había dicho al Doctor en Terror of the Autons.

## Producción
| Episodio          | Fecha de emisión    | Duración | Espectadores en millones | Estado en el archivo    |
| ----------------- | ------------------- | -------- | ------------------------ | ----------------------- |
| Episodio 1        | 10 de abril de 1971 | 24:19    | 7,6                      | Conversión de color PAL |
| Episodio 2        | 17 de abril de 1971 | 22:43    | 8,5                      | Conversión de color PAL |
| Episodio 3        | 24 de abril de 1971 | 23:47    | 9,5                      | Conversión de color PAL |
| Episodio 4        | 1 de mayo de 1971   | 24:20    | 8,1                      | Conversión de color PAL |
| Episodio 5        | 8 de mayo de 1971   | 25:22    | 8,8                      | Conversión de color PAL |
| Episodio 6        | 15 de mayo de 1971  | 25:22    | 8,7                      | Conversión de color PAL |
| [ 1 ] [ 2 ] [ 3 ] |                     |          |                          |                         |

Entre los títulos temporales de esta historia se incluye Colony (Colonia).
El editor de guiones Terrance Dicks ha dicho frecuentemente que no le gustaba la premisa original de tener al Doctor atrapado en la Tierra, y había planeado cambiar esto tan pronto como pudiera hacerlo. En una entrevista en el documental del DVD de Inferno le había apuntado Malcolm Hulke que el formato limitaba a las historias a tan solo dos tipos: invasión alienígena o científico loco, y dice que inmediatamente le respondió "¡Que me jodan! ¡Tienes razón!". La historia es una de las primeras que usa el programa para hacer crítica social, en esta ocasión los peligros del colonialismo.
El papel de Bernard Kay como Caldwell fue su cuarta y última aparición en la serie. El director Michael Briant interpretó los comentarios que acompañaban una película de propaganda que ve el Doctor en la nave de IMC en el episodio dos. Esto fue un cambio de última hora, ya que originalmente el papel era para Pat Gorman, que aún fue acreditado en los episodios uno y dos como "Primitivo y voz".

## Emisión y recepción
La película en color de 16mm original en la que se rodaron los exteriores aún se conservan, y breves fragmentos de este material se usaron en el especial de la BBC Doctor Who: Thirty Years in the TARDIS (1993).

## Lanzamientos en VHS y DVD
Aunque las cintas de video originales en PAL se borraron, desde TV Ontario en Canadá se devolvieron copias en NTSC en 1983. En noviembre de 2001, la historia se publicó en VHS junto con The Time Monster en una minicolección titulada The Master. Se hizo una conversión de las cintas de NTSC a PAL, pero no se hizo ningún trabajo de restauración para esta publicación.
La historia se publicó en DVD en el Reino Unido el 3 de octubre de 2011, con la imagen restaurada (y un documental adjunto en el que se ve cómo se hizo la restauración), y contiene cuatro segundos perdidos del VHS y de las copias de América, restaurando dos líneas de diálogo.